# Ernst Albert Gäumann
Ernest (Ernst) Albert Gäumann (Lyss, 6 de octubre de 1893-Zúrich, 5 de diciembre de 1963) fue un botánico, fitopatólogo y micólogo suizo.
Estudió en la Universidad de Berna, recibiendo su doctorado en 1917.
Tras viajar y estudiar en Suecia, Estados Unidos y las Indias Orientales, Gäumann trabajó como fitopatólogo en Buitenzorg, Java, de 1919 a 1922, y luego como botánico en Zúrich durante varios años. Ocupó un puesto en la Escuela Politécnica Federal de Zúrich desde 1927 hasta su muerte.
Gäumann tenía diversos intereses de investigación, como la patología vegetal, algas del suelo, los hongos de la roya y la evolución de los hongos. A los 33 años publicó su obra Vergleichende Morphologie der Pilze, cuya traducción al inglés se convirtió en un libro de texto estándar de micología. 

## Algunas publicaciones

### Libros
- 1923. Beiträge zu einer Monographie der Gattung Peronospora Corda. Beiträge zur Kryptogamenflora der Schweiz 5 (4): 1-360, 166 figs.

- 1926. Vergleichende Morphologie der Pilze (Morfología comparada de los hongos). Ed. G. Fischer. 626 pp. 398 figs.

- 1928. Comparative morphology of Fungi. McGraw-Hill publications in the agricultural and botanical sciences. i-xiv + 702 pp. 406 figs. Londres McGraw-Hill Book Co.

- 1928. Die chemische Zusammensetzung des Fichten- und Tannenholzes in den verschiedenen Jahreszeiten. Jena

- con Ernst Fischer. 1929. Biologie der pflanzenbewohnenden parasitischen Pilze

- 1930. Untersuchungen über den Einfluss der Fällzeit auf die Eigenschaften des Fichten- und Tannenholzes

- 1935. Der Stoffhaushalt der Buche (Fagus silvatica L.) im Laufe eines Jahres. Berna

- 1942. Influence of wind upon transpiration of plants. 150 pp.

- 1946. Pflanzliche Infektionslehre. Lehrbuch der allgemeinen Pflanzenpathologie für Biologen, Landwirte, Förster und Pflanzenzüchter. Basilea

- 1949. Die Pilze. Grundzüge ihrer Entwicklungsgeschichte und Morphologie. Basilea

- 1950. Principles of plant infection: a text-book of general plant pathology for biologists, agriculturists, foresters and plant breeders. Ed. C. Lockwood. 543 pp.

- 1951. Pflanzliche Infektionslehre . Vol. 1 de Reihe der experimentellen Biologie. Ed. Birkhäuser. 681 pp.

- 1952. The fungi: a description of their morphological features and evolutionary development. Ed. Hafner Pub. Co. 420 pp.

- 1959. Die Rostpilze Mitteleuropas. Mit besonderer Berücksichtigung der Schweiz. Beiträge zur Kryptogamenflora der Schweiz 12: 1407 pp.

- 1964. Die Pilze. Grundzüge ihrer Entwicklungsgechichte und Morphologie. Vol. 4 de Lehrbücher und Monographien aus dem Gebiete der exakten Wissenschaften: Reihe der experimentellen Biologie. 2ª ed. de Birkhäuser. 610 figs. 541 pp.

## Honores

### Epónimos
Géneros de fungi
- Gaeumannia Petr. 1950 sin. Melchioria Penz. & Sacc. 1897
- Gaeumanniella Petr. 1952
- Gaeumannomyces Arx & D.L.Olivier, 1952